# バルタ・カーロイ (競泳選手)
バルタ・カーロイ（ハンガリー語: Bartha Károly、1907年11月4日 - 1991年2月4日）は、ハンガリーの競泳選手。
1924年のパリオリンピックに出場し、100m背泳ぎで銅メダルを獲得した。